# アインシュタイン・ミュージアム

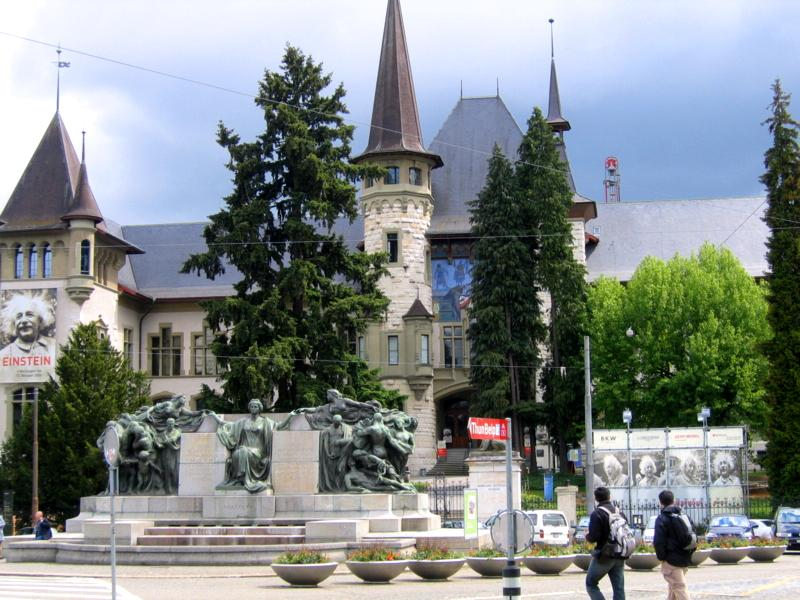
ベルン歴史博物館の入口

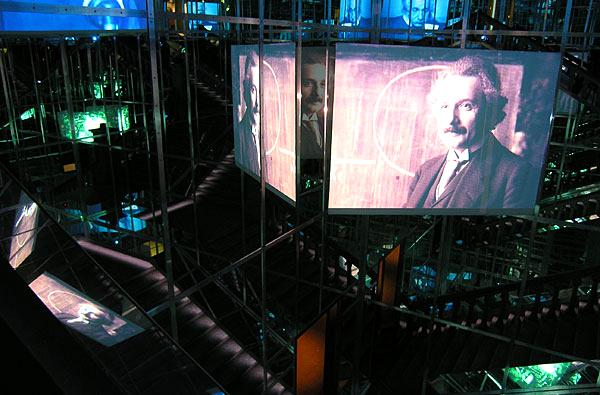
アインシュタイン・ミュージアム

アインシュタイン・ミュージアム（ドイツ語: Einstein Museum）は、スイスの首都ベルンにあるアルベルト・アインシュタインの業績や生涯を紹介する博物館で、ベルン市内のベルン歴史博物館の中に入っている。
アインシュタインは1902年から1909年まで家族とともにベルンで過ごし、1905年には特殊相対性理論をはじめとする3つもの偉大な発見の論文を発表した。アインシュタイン・ミュージアムでは、1000㎡のスペースの中に、200点以上の貴重な資料や、さまざまな工夫を凝らした展示など、アインシュタインの偉大な業績と人物を紹介している。展示案内用に、日本語を含む9カ国語のiPodのオーディオガイドも用意されている。
2005年の世界物理年に、ベルン歴史博物館で開催されたアインシュタインの特別企画展が、国内外から多くの注目を集めたため、2007年から常設展となった。アインシュタイン・ミュージアムとは別に、ベルン旧市街には1903年から1905年までアインシュタインが家族とともに住んでいたアパートが、記念館のアインシュタイン・ハウスとして整備されている。